# Robert Fein
Robert Fein (9. prosince 1907 Vídeň – 2. ledna 1975 Vídeň) byl rakouský vzpěrač židovského původu. Na olympijských hrách v Berlíně roku 1936 získal zlatou medaili v lehké váze neboli ve váhové kategorii do 67,5 kilogramu (dělil se o ni s Egypťanem Anwarem Mesbahem, oba pokořili světový rekord). Patřil k devíti židovským sportovcům, kteří získali medaili na hrách v zemi, kde v té době platily antisemitské, tzv. norimberské zákony (další tři medaile přidali židovští krasobruslaři na hrách v taktéž německém Garmisch-Partenkirchenu konaných v témže roce). Roku 1937 získal stříbro na mistrovství světa, ve stejné váhové kategorii jako na olympiádě. Byl též dvojnásobným mistrem Evropy (1929, 1934). Vytvořil 23 světových rekordů. Roku 1937 obdržel Čestný odznak Za zásluhy o Rakouskou republiku. Již rok poté, po anšlusu Rakouska, byl však pro svůj židovský původ vyřazen z reprezentace a jeho sportovní kariéra skončila. 
Začínal jako gymnasta, plavec a potápěč. Se vzpíráním začal poměrně pozdě, až v roce 1928 (ve svých 21 letech), přesto již rok poté získal titul mistra Evropy. Nejprve byl členem vídeňského atletického klubu Ursus, později byl členem Kraftsportverein Wien. Za druhé světové války byl různě perzekvován, ale přežil ji bez úhony. Po válce vystřídal několik vysokých funkcí v rakouském vzpěračském svazu i v mezinárodních vzpěračských organizacích.